# 塩ノ沢温泉 (群馬県)
塩ノ沢温泉（しおのさわおんせん）は、群馬県多野郡上野村（旧国上野国）に位置する温泉。

## 泉質
- 含鉄 - 二酸化炭素 - ナトリウム - 塩化物・炭酸水素塩泉
  - 源泉温度11.6℃（浴用に加熱を実施）
  - PH : 6.2

### 効能
- 一般的適応症、消化器病、皮膚病、婦人病、関節痛、やけどなど

※注 効能はその効果を万人に保証するものではない。

## 温泉街
一軒宿である国民宿舎、やまびこ荘が存在する。

## 歴史
一軒宿は2001年7月にリニューアルを実施している。

## アクセス
- 車 : 上信越自動車道下仁田インターチェンジ下車約30分。
- 鉄道 : 上信電鉄下仁田駅よりタクシーで約40分。
- バス : 新町駅から日本中央バス広域路線バスかんながわ号で約170分、上野村ふれあい館停留所で下車後、徒歩約50分[1]。